# Первое правительство Ксавьера Эспота
Первое правительство Ксавьера Эспота Саморы было сформировано 22 мая 2019 года. Оно стало восьмым по счёту правительством Андорры и пришло на смену второму правительству Антони Марти Петита. Помимо Эспота в состав правительства вошло 12 министров. Голосование по предложенным кандидатурам проходило среди депутатов восьмого созыва Генерального совета долин Андорры. 17 депутатов высказались «за», 7 депутатов отдали голос за Пере Лопеса Аграса, 4 — воздержались.
Главой правительства стал Ксавьер Эспот Самора, ранее бывший министром юстиции и внутренних дел. Ряд министров из прошлого состава правительства сохранили свои посты: Мария Юбак Фонт (Министерство иностранных дел), Жорди Торрес Фалько (Министерство территории и жилищного строительства), Сильвия Кальво Арменгол (Министерство окружающей среды, сельского хозяйства и устойчивого развития). Другие министерства получили новых руководителей.
За время работы первого правительства Эспота три министра досрочно и два по истечении срока полномочий покинули прежние посты. 20 мая 2021 года Вероника Канальс Риба ушла с должности министра туризма и телекоммуникаций в отставку. Её сменил Жорди Торрес Фалько, прежде возглавлявший Министерство территории и жилищного строительства. Новым руководителем данного органа был назначен Виктор Филлой Франко. 1 апреля 2022 года Жоан Мартинес Беназет ушёл с должности министра здравоохранения в отставку. Его сменил Альберт Фонт Массип, прежде возглавлявший совет директоров Фонда социального обеспечения Андорры. 11 января 2023 года министра финансов Эрика Жовера Комаса сменил Сезар Маркина Перес де ла Крус, бывший до этого государственным секретарём по цифровому переходу и стратегическим проектам. В ходе реструктуризации правительства органы управления госсекретаря стали непосредственно зависеть от министра финансов, который параллельно стал официальным представителем правительства. 26 апреля 2023 года кабинет министров ушёл в отставку; его глава, Ксавьер Эспот, также ушёл с поста. Временно исполняющим обязанности главы правительства и министра президентства, экономики и бизнеса был назначен Жорди Гайярдо Фернандес. Министр туризма и телекоммуникаций (минтур) Жорди Торрес Фалько и министр государственного управления и общественного участия (мингосуправления) Тринитат Марин Гонсалес покинули свои посты. Врио минтура назначен Виктор Филлой Франко, исполняющим обязанности мингосуправления — Мария Юбак Фонт.
26 апреля 2023 года начал свою работу Генеральный совет долин Андорры IX созыва, избранный на всенародных выборах 2 апреля. Согласно Конституции страны, с началом работы нового законодательного органа правительство вместе с его главой уходит в отставку и продолжает временно исполнять обязанности до формирования нового исполнительного органа. 10 мая на голосовании в парламенте был повторно избран Ксавьер Эспот, вступивший в должность 15 мая. 17 мая было сформировано второе правительство Эспота — первый кабинет министров окончательно распущен.
Правительство Андорры является главным органом исполнительной власти страны. Его полномочия установлены Конституцией Андорры и рядом законов. В частности, оно проводит национальную и международную политику Андорры и осуществляет государственное управление и наделено уставными полномочиями.

## Состав правительства
Курсивом отмечено временное исполнение обязанностей членами правительства. Серым цветом выделены главы министерств, реорганизованных в ходе реструктуризации правительства в мае 2021 года. Министры расположены в порядке, указанном в декрете о реструктуризации кабинета в 2021 году.
| Портрет        | Имя (годы жизни)                                                            | Полномочия     | Полномочия                                                                                  | Партия               | Наименование должности | Пр.           |
| Портрет        | Имя (годы жизни)                                                            | Начало         | Окончание                                                                                   | Партия               | Наименование должности | Пр.           |
| -------------- | --------------------------------------------------------------------------- | -------------- | ------------------------------------------------------------------------------------------- | -------------------- | --- | ------------- |
|                | Ксавьер Эспот Самора (1979—) кат. Xavier Espot Zamora                       | 22 мая 2019    | 26 апреля 2023                                                                              | Демократы за Андорру | Глава правительства кат. Cap de Govern                                                                                           | [ 13 ] [ 14 ] |
|                | Жорди Гайярдо Фернандес (1976—) кат. Jordi Gallardo Fernàndez               | 26 апреля 2023 | 17 мая 2023                                                                                 | Либералы Андорры     | Глава правительства кат. Cap de Govern                                                                                           | [ 10 ]        |
| 22 мая 2019    | Жорди Гайярдо Фернандес (1976—) кат. Jordi Gallardo Fernàndez               | 26 апреля 2023 | Министр президентства, экономики и бизнеса кат. Ministre de Presidència, Economia i Empresa | Либералы Андорры     | [ 2 ] [ 4 ] |               |
| 26 апреля 2023 | Жорди Гайярдо Фернандес (1976—) кат. Jordi Gallardo Fernàndez               | 17 мая 2023    | Министр президентства, экономики и бизнеса кат. Ministre de Presidència, Economia i Empresa | Либералы Андорры     | [ 2 ] [ 4 ] |               |
|                | Эрик Жовер Комас (1977—) кат. Èric Jover Comas                              | 22 мая 2019    | 11 января 2023                                                                              | Демократы за Андорру | Министр финансов и официальный представитель кат. Ministre de Finances i Portaveu                                                | [ 2 ] [ 4 ]   |
|                | Сезар Маркина Перес де ла Крус (1978—) кат. César Marquina Pérez de la Cruz | 11 января 2023 | 26 апреля 2023                                                                              | Демократы за Андорру | Министр финансов и официальный представитель кат. Ministre de Finances i Portaveu                                                | [ 9 ] [ 8 ]   |
| 26 апреля 2023 | Сезар Маркина Перес де ла Крус (1978—) кат. César Marquina Pérez de la Cruz | 17 мая 2023    |                                                                                             | Демократы за Андорру | Министр финансов и официальный представитель кат. Ministre de Finances i Portaveu                                                | [ 9 ] [ 8 ]   |
|                | Мария Юбак Фонт (1973—) кат. Maria Ubach Font                               | 22 мая 2019    | 26 апреля 2023                                                                              | Демократы за Андорру | Министр иностранных дел кат. Ministra d’Afers Exteriors                                                                          | [ 2 ] [ 4 ]   |
| 26 апреля 2023 | Мария Юбак Фонт (1973—) кат. Maria Ubach Font                               | 17 мая 2023    |                                                                                             | Демократы за Андорру | Министр иностранных дел кат. Ministra d’Afers Exteriors                                                                          | [ 2 ] [ 4 ]   |
|                | Жозеп Мария Росселл Понс (1960—) кат. Josep Maria Rossell Pons              | 22 мая 2019    | 26 апреля 2023                                                                              | Преданные граждане   | Министр юстиции и внутренних дел кат. Ministre de Justícia i Interior                                                            | [ 2 ] [ 4 ]   |
| 26 апреля 2023 | Жозеп Мария Росселл Понс (1960—) кат. Josep Maria Rossell Pons              | 17 мая 2023    |                                                                                             | Преданные граждане   | Министр юстиции и внутренних дел кат. Ministre de Justícia i Interior                                                            | [ 2 ] [ 4 ]   |
|                | Вероника Канальс Риба (1970—) кат. Verònica Canals Riba                     | 22 мая 2019    | 20 мая 2021                                                                                 | Либералы Андорры     | Министр туризма кат. Ministra de Turisme                                                                                         | [ 2 ] [ 4 ]   |
|                | Жорди Торрес Фалько (1975—) кат. Jordi Torres Falcó                         | 20 мая 2021    | 26 апреля 2023                                                                              | Демократы за Андорру | Министр туризма и телекоммуникаций кат. Ministre de Turisme i Telecomunicacions                                                  | [ 12 ] [ 6 ]  |
|                | Виктор Филлой Франко (1973—) кат. Víctor Filloy Franco                      | 26 апреля 2023 | 17 мая 2023                                                                                 | Либералы Андорры     | Министр туризма и телекоммуникаций кат. Ministre de Turisme i Telecomunicacions                                                  | [ 10 ]        |
|                | Жорди Торрес Фалько (1975—) кат. Jordi Torres Falcó                         | 22 мая 2019    | 20 мая 2021                                                                                 | Демократы за Андорру | Министр территориального планирования кат. Ministre d’Ordenament Territorial                                                     | [ 2 ] [ 4 ]   |
|                | Виктор Филлой Франко (1973—) кат. Víctor Filloy Franco                      | 20 мая 2021    | 26 апреля 2023                                                                              | Либералы Андорры     | Министр территории и жилищного строительства кат. Ministre de Territori i Habitatge                                              | [ 12 ] [ 6 ]  |
| 26 апреля 2023 | Виктор Филлой Франко (1973—) кат. Víctor Filloy Franco                      | 17 мая 2023    |                                                                                             | Либералы Андорры     | Министр территории и жилищного строительства кат. Ministre de Territori i Habitatge                                              | [ 12 ] [ 6 ]  |
|                | Виктор Филлой Франко (1973—) кат. Víctor Filloy Franco                      | 22 мая 2019    | 20 мая 2021                                                                                 | Либералы Андорры     | Министр социальных дел, жилищного строительства и молодёжи кат. Ministre d’Afers Socials, Habitatge i Joventut                   | [ 2 ] [ 4 ]   |
|                | Джудит Пальярес Кортес (1972—) кат. Judith Pallarés Cortés                  | 20 мая 2021    | 26 апреля 2023                                                                              | Либералы Андорры     | Министр социальных дел, молодёжи и равноправия кат. Ministra d’Afers Socials, Joventut i Igualtat                                | [ 12 ] [ 6 ]  |
| 26 апреля 2023 | Джудит Пальярес Кортес (1972—) кат. Judith Pallarés Cortés                  | 17 мая 2023    |                                                                                             | Либералы Андорры     | Министр социальных дел, молодёжи и равноправия кат. Ministra d’Afers Socials, Joventut i Igualtat                                | [ 12 ] [ 6 ]  |
|                | Сильвия Кальво Арменгол (1969—) кат. Silvia Calvó Armengol                  | 22 мая 2019    | 26 апреля 2023                                                                              | Демократы за Андорру | Министр окружающей среды, сельского хозяйства и устойчивого развития кат. Ministra de Medi Ambient, Agricultura i Sostenibilitat | [ 2 ] [ 4 ]   |
| 26 апреля 2023 | Сильвия Кальво Арменгол (1969—) кат. Silvia Calvó Armengol                  | 17 мая 2023    |                                                                                             | Демократы за Андорру | Министр окружающей среды, сельского хозяйства и устойчивого развития кат. Ministra de Medi Ambient, Agricultura i Sostenibilitat | [ 2 ] [ 4 ]   |
|                | Жоан Мартинес Беназет (1954—) кат. Joan Martínez Benazet                    | 22 мая 2019    | 1 апреля 2022                                                                               | Демократы за Андорру | Министр здравоохранения кат. Ministre de Salut                                                                                   | [ 2 ] [ 4 ]   |
|                | Альберт Фонт Массип (1962—) кат. Albert Font Massip                         | 1 апреля 2022  | 26 апреля 2023                                                                              | Беспартийный         | Министр здравоохранения кат. Ministre de Salut                                                                                   | [ 15 ] [ 7 ]  |
| 26 апреля 2023 | Альберт Фонт Массип (1962—) кат. Albert Font Massip                         | 17 мая 2023    |                                                                                             | Беспартийный         | Министр здравоохранения кат. Ministre de Salut                                                                                   | [ 15 ] [ 7 ]  |
|                | Эстер Виларрубла Эскалес (1965—) кат. Ester Viarrubla Escales               | 22 мая 2019    | 26 апреля 2023                                                                              | Демократы за Андорру | Министр образования и высшего образования кат. Ministra d’Educació i Ensenyament Superior                                        | [ 2 ] [ 4 ]   |
| 26 апреля 2023 | Эстер Виларрубла Эскалес (1965—) кат. Ester Viarrubla Escales               | 17 мая 2023    |                                                                                             | Демократы за Андорру | Министр образования и высшего образования кат. Ministra d’Educació i Ensenyament Superior                                        | [ 2 ] [ 4 ]   |
|                | Сильвия Рива Гонсалес (1979—) кат. Sílvia Riva González                     | 22 мая 2019    | 26 апреля 2023                                                                              | Демократы за Андорру | Министр культуры и спорта кат. Ministra de Cultura i Esports                                                                     | [ 2 ] [ 4 ]   |
| 26 апреля 2023 | Сильвия Рива Гонсалес (1979—) кат. Sílvia Riva González                     | 17 мая 2023    |                                                                                             | Демократы за Андорру | Министр культуры и спорта кат. Ministra de Cultura i Esports                                                                     | [ 2 ] [ 4 ]   |
|                | Джудит Пальярес Кортес (1972—) кат. Judith Pallarés Cortés                  | 22 мая 2019    | 20 мая 2021                                                                                 | Либералы Андорры     | Министр государственной службы и административной реформы кат. Ministra de Funció Pública i Reforma de l’Administració           | [ 2 ] [ 4 ]   |
|                | Тринитат Марин Гонсалес (1964—) кат. Trinitat Marín González                | 12 июля 2021   | 26 апреля 2023                                                                              | Демократы за Андорру | Министр государственного управления и общественного участия кат. Ministra d’Administracions Públiques i Participació Ciutadana   | [ 16 ] [ 17 ] |
|                | Мария Юбак Фонт (1973—) кат. Maria Ubach Font                               | 26 апреля 2023 | 17 мая 2023                                                                                 | Демократы за Андорру | Министр государственного управления и общественного участия кат. Ministra d’Administracions Públiques i Participació Ciutadana   | [ 10 ]        |